# لاري ديلغادو
لاري ديلغادو (بالإنجليزية: Larry Delgado)‏ هو سياسي أمريكي، ولد في 1936. حزبياً، نشط في الحزب الديمقراطي.